# فهد الهريفي
فهد بن هريفي الحسيني المعروف باسم فهد الهريفي هو لاعب كرة قدم سعودي من مواليد 10 سبتمبر 1965 الموافق 13 جمادي الأول 1385 مركزه لاعب وسط لعب لـنادي النصر السعودي والمنتخب السعودي.

## البداية
سجل في كشوفات نادي النصر السعودي بالرياض، منتقلا من نادي النخيل ببيشة، كان لاعب صغير في السن لم يتجاوز 16 من عمره أعطاه مدرب الفريق باولو سيزار فرصة اللعب في دوري 1404هـ 1984م ليثبت وجوده مع الفريق.
خاض مع فريقه النصر السعودي لقاءان وديان أمام فريق الاتحادالسعودي في الرياض وجدة انتهت نتائجهما 0-0، وفي مباراة النصر السعودي ونادي الشعلة السعودي والتي انتهت نصراوية بنتيجة 4-2 بدأ نجمه يصعد بعد تسجيله لهدفين من الأربعة وفي مباراة النصر السعودي مع القادسية السعودي في افتتاحية الموسم الجديد 1404هـ كان اللاعب الجديد فهد الهريفي ضمن التشكيل الأساسي.

## الانطلاقة
أول هدف رسمي سجله اللاعب كان أمام فريق الاتفاق السعودي في مدينة الدمام، حيث سجل أحد أهداف النصر السعودي الأربعة في مباراة انتهت نتيجتها 4-1 بتاريخ 12/2/1404.
مثل المنتخب السعودي للشباب في عام 1985م وشارك في كاس آسيا للشباب التي اقيمت في الإمارات وشارك في كاس العالم للشباب في موسكو وفي عام 1986م تم ضمة للمنتخب الأول وأعلن اعتزاله عن المشاركات الدولية عام 1994م بعد مشاركته الإيجابية في كأس العالم بأمريكا.

## المشاركات
شارك في العديد من البطولات المحلية والدولية وحقق مع ناديه ومنتخب بلاده العديد من البطولات والمنجزات فحقق مع المنتخب بطولة كأس آسيا عام 1988م في قطر وكان صاحب هدف الفوز على منتخب الصين وكذلك كان صاحب الركلة الترجيحية الأخيرة في نهائي البطولة أمام منتخب كورياج الركلة التي أهدت الكأس القارية للسعودية للمرة الثانية على التوالي، كذلك حل مع المنتخب في وصافة القارة الآسيوية بعد المنتخب الياباني في كأس آسيا عام 1992م في اليابان والتي نال فيها الحذاء الذهبي حائزاً على لقب هداف آسيا تلك البطولة، أيضاً حقق الوصافة.
مع المنتخب في بطولة القارات الأولى عام 1992م بعد منتخب الأرجنتين وكان صاحب أول هدف في تاريخ البطولة في مرمى المنتخب الأمريكي، وحل مع المنتخب وصيفاً في دورة الألعاب الآسيوية عام 1987م في كوريا بعد المنتخب الكوري، وشارك في نهائيات كأس العالم عام 1994 م بأمريكا وصنع أول أهداف المنتخب في المرمى الهولندي ووصل مع المنتخب للدور الثاني في إنجاز غير مسبوق.

## الاعتزال الدولي
أعلن اعتزاله دوليا بعد الفراغ من مشاركته في المونديال العالمي عام 1994م، ولكنه استمر مع ناديه مكملاً مسيرة البطولات التي كان قد بدأها معه بالفوز بكأسي الملك على التوالي عام 1986م أمام الاتحاد وعام 1987م أمام الهلال ثم الفوز ببطولة الدوري عام 1989م وكان نجماً بارزاً مع ذلك الفريق الذي وُصف تلك السنة بأنه أفضل فريق سعودي عبر التاريخ، ثم حقق كأس الملك عام 1990م أمام التعاون، وقاد فريقه عام 1994م.
لبطولة الدوري بشكل استثنائي وفريد تفوّق فيه على نفسه والظروف التي مرّت بفريقه وكان صاحب هدف التأهل للنهائي في مرمى الهلال في الحارس العملاق عبد الله الدعيع من فاول بطريقة مدهشة، ثم كرر الإنجاز مع فريقه بتحقيق بطولة الدوري على التوالي عام 1995م وسجل هدفاً رأسياً هاماً أسهم في التأهل للنهائي في مرمى الاتفاق، بعدها أبدع في قيادة خط وسط فريقه الذي حقق كأس الخليج عام 1996م في البحرين لأول مرة، وقاد فريقه للفوز بكأس السوبر الآسيوي عام 1999م بفضل هدفه التاريخي في مرمى بوهانج الكوري في كوريا.

## ختام المشوار
ختم مشواره الكروي الحافل بالمشاركة مع فريقه النصر في مشاركته كأس العالم للأندية الأولى وسجل أول هدف سعودي عربي آسيوي في مرمى ريال مدريد في الحارس الشهير كاسياس من ضربة جزاء تعتبر الأولى في تاريخ البطولة بعد ذلك أعلن اعتزال اللعب نهائيا عام 2000م سجل لفريق النصر (74) هدف وتعتبر قليلة نسبيًا بسبب عدم مشاركته مع فريق النصر طوال ثلاث سنوات حيث أنه تقدم للاتحاد السعودي لكرة القدم بطلب اعتزال اثر خلاف مع إدارة النصر.
وتمت الموافقة على اعتزاله وعندما قرر العودة لفريقة رفض الاتحاد السعودي ذلك وخصوصًا عضو الاتحاد السعودي صالح بن ناصر إلا بعد مضي ثلاث سنوات من خطاب الاعتزال رغم أن هذه المادة تنطبق على اللاعب الذي يريد العودة لفريق آخر غير فريقة. أما فريقة يعود إليه متى شاء. ولم يعد لمشاركة النصر إلا بعد مضي ثلاث سنوات. وسجل للمنتخب الوطني (24) هدف رسمي وودي
وبعد الاعتزال اتجه إلى المجال الإعلامي بصفته محللا وخبيراً كروياً في عدد من القنوات والفضائيات العربية.
وفي يوم السادس والعشرون من أكتوبر للعام ألفين وسبعة عشر 2017/10/26 ظهر رئيس الهيئة العامة للرياضة، تركي آل الشيخ، وأعلن تكفله بحفل اعتزال اللاعب فهد الهريفي وذلك من خلال مداخلة هاتفية مع برنامج “كورة” على شاشة روتانا خليجية.
وكتبت الهيئة العامة للرياضة عبر صفحتها الرسمية على "تويتر": "معالي رئيس مجلس إدارة الهيئة العامة للرياضة يتكفل بمهرجان اعتزال اللاعب الدولي السابق فهد الهريفي

## الإنجازات

### نادي النصر
- الدوري السعودي (3): 1989، 1994، 1995
- كأس خادم الحرمين الشريفين (3): 1986، 1987، 1990
- كأس الخليج للأندية (2): 1996، 1997
- كأس أبطال الكؤوس الآسيوية (1): 1998
- كأس السوبر الآسيوي (1): 1998
- كأس الإتحاد السعودي (1): 1998
- المشاركة في كأس العالم للأندية: 2000

### المنتخب السعودي
- كأس آسيا (1): 1988
- كأس القارات الوصيف: 1992
- المشاركة في نهائيات كأس العالم 1994بأمريكا.

### الفردية
- جائزة أفضل لاعب عربي عام 1988 من مجلة الرياضي العربي.
- جائزة أفضل لاعب سعودي عام 1990.
- أُختير ضمن أفضل 11 لاعب في قارة آسيا عام 1990
- هداف كأس آسيا 1992
- جائزة أفضل لاعب في آسيا: المركز الثاني
- إختارته جريدة المدينة كأفضل نجم في الموسم الرياضي السعودي عام 1992 بعد أن فاز بالإستفتاء
- أُختير من ضمن المرشحين للقب لاعب القرن في قارة آسيا بجانب سعيد العويران وماجد عبد الله والذي حصل علية ماجد عبدالله عام 1999
- إختاره الإتحاد الآسيوي لكرة القدم عام 2019 ضمن 10 لاعبين مٌرشحين للمراكز الاربعة في منتصف الملعب لقائمة أفضل اللاعبين في تاريخ بطولات كأس أمم آسيا.

### مشاركاته الدولية
- كأس آسيا للشباب في الإمارات عام 1985
- كأس العالم للشباب في موسكو عام 1985
- كأس العرب في الطائف عام 1985
- التصفيات المؤهلة لكأس العالم عام 1986
- البطولة العربية في المغرب عام 1986
- دورة الخليج الثامنة في البحرين عام 1986
- دورة الخليج التاسعة في الرياض عام 1988
- كاس آسيا في قطر عام 1988
- بطولة الألعاب الآسيوية في الصين عام 1990
- البطولة العربية في سوريا عام 1990
- كاس آسيا في اليابان عام 1992
- نهائيات كأس العالم في الولايات المتحدة الأمريكية عام 1994

### أولويات
- صاحب أول هدف سعودي في نهائيات كأس العالم للشباب عام 1984
- صاحب أول هدف رسمي في تاريخ إستاد الملك فهد الدولي عام 1988
- صاحب أول هدف في تاريخ بطولة كأس القارات عام 1992
- صاحب أول صناعة هدف سعودي في نهائيات كأس العالم عام 1994
- صاحب أول هدف في تاريخ بطولة الصداقة الدولية عام 1997
- صاحب أول هدف سعودي عربي آسيوي في تاريخ كأس العالم للأندية عام 2000

## حفل إعتزاله
أُقيم في 25 أبريل 2018 حفل إعتزال الموسيقار فهد الهريفي أمام نادي فالنسيا الأسباني في إستاد الأمير فيصل بن فهد بالملز وبحضور عدد من النجوم يتقدمهم البرازيلي رونالدينيو.

## مواضيع ذات صلة
- منتخب السعودية لكرة القدم
- الدوري السعودي الممتاز

## روابط خارجية
- فهد الهريفي على موقع الاتحاد الدولي (مؤرشف)  (الإنجليزية)
- فهد الهريفي على موقع الاتحاد الدولي (مؤرشف)  (الإنجليزية)
- فهد الهريفي على موقع قاعدة بيانات كرة القدم.إي يو (الإنجليزية)
- فهد الهريفي على موقع ناشيونال فوتبول تيمز (الإنجليزية)
- فهد الهريفي على موقع Soccerway.com (الإنجليزية)
- فهد الهريفي على موقع عالم كرة القدم.نت (الإنجليزية)